# 金山警部交番
金山警部交番（かなやまけいぶこうばん）は、岐阜県警察が管轄する交番の一つである。
萩原警察署（旧益田郡萩原町）と金山警察署（旧益田郡金山町）が下呂警察署に統合し、金山警察署が廃止されたのに伴い設置された。

## 所在地
所在地
岐阜県下呂市金山町金山2708-1
管轄区域
下呂市金山町のうち、金山・福来・中切・下原町・渡・中津原・大船渡・田島・東沓部。
駐在所
- 菅田警察官駐在所（下呂市金山町菅田桐洞）
- 東警察官駐在所（下呂市金山町岩瀬）

## 沿革
- 1874年（明治7年） - 金山村に第20番屯所が設置される。
- 1877年（明治10年） - 上有知警察署金山分署となる。
- 1888年（明治21年） - 関警察署金山分署となる。
- 1926年（大正15年） - 金山警察署となる。
- 1948年（昭和23年） - 警察制度改正により国家地方警察金山地区警察と改称。
- 1954年（昭和29年） - 警察制度改正により岐阜県金山警察署と改称。
- 1973年（昭和47年） -「国道41号線白バイ隊」を設置。
- 1974年（昭和48年） - 新庁舎建設。
- 2005年（平成17年） - 下呂警察署への統合により、金山警部交番となる。

## 交通
公共交通機関
- JR東海高山本線飛騨金山駅より徒歩約20分。

自動車
- 国道41号中宮交差点より南へ約100m
- 岐阜県道58号関金山線井尻交差点より北へ1km

## 周辺
- 下呂市南消防署
- 下呂市立金山中学校
- 柯柄八幡神社